# Сувлаки
Сувлаки (грч. σουβλάκι) традиционално је грчко јело.
То су комадићи свињског, јагњећег или пилећег меса, који су нанизани на танке дрвене штапиће и испечени на роштиљу. Комадићи меса могу бити комбиновани са поврћем које се ниже између меса. Јело, спремљено на овај начин, карактеристично је за многе земље на Балкану, као и на Кавказу, само се за јело користе различити називи. На српском језику се ова врста јела зове ражњићи, на турском је то шиш-кебаб, на руском шашљики. На грчком језику, назив ове хране потиче од латинске речи лат. subula, што значи ражањ.

## Историја
Приликом археолошких ископавања у Санторинију, у Грчкој, пронађени су камени кухињски носачи који су коришћени у 17. веку пре нове ере. Претпоставља се да су их Користили Грци из Микене приликом припреме хране, а зарези на носачима су служили за придржавање штапића на којим су били натакнути комади меса. Рупе које се налазе на дну носача, служиле су за циркулацију ваздуха, да би угаљ лакше сагоревао. Грци из Микене су користили и керамичке плоче као тацне на којима је стајао тај преносиви роштиљ.

## Употреба
Сувлаки се убраја у „брзу храну”, а служи се уз пржени кромпир и хлеб-питу. Додаци уз сувлаки су лимун и маслиново уље, а као прилог додаје се цацики салата, црни лук, зелена салата са руколом или парадајз.

## Галерија
- Припрема сувлакија